# Зверинец (2-й сезон)
Второй сезон американского приключенческого телесериала «Зверинец», премьера которого состоялась на американском телеканале CBS 28 июня 2016 года, а заключительная серия сезона вышла 6 сентября 2016 года. Количество серий в сезоне тринадцать.

## Сюжет
В центре сюжета – зоолог Джексон Оз, отвергающий общепринятые взгляды. Находясь в экспедиции в Африке, он начинает замечать странное поведение животных. Когда действия зверей становятся продуманными, скоординированными и приобретают свирепый характер, Оз приступает к поиску разгадки странной пандемии. Пока на планете ещё остались места, где человек может укрыться от агрессии братьев меньших...

## В ролях

### Основной состав
- Джеймс Уок - Джексон Оз
- Билли Бёрк - доктор Митч Морган
- Кристен Коннолли - Джейми Кэмпбелл
- Нонсо Анози - Абрахам Кеньятта
- Нора Арнезедер - Хлоя Тусоньян (1-5 эпизод)

## Эпизоды
| № общий | № в сезоне | Название                                | Режиссёр          | Автор сценария               | Дата премьеры   | Произв. код | Зрители в США (млн) |
| ------- | ---------- | --------------------------------------- | ----------------- | ---------------------------- | --------------- | ----------- | ------------------- |
| 14      | 1          | «День зверя» «The Day of the Beast»     | Майкл Кэтлман     | Мэттью Питтс & Мелисса Гленн | 28 июня 2016    | 201         | 5.14                |
| 15      | 2          | «Караке» «Caraquet»                     | Майкл Кэтлман     | Ник Паркер & Брайан Ох       | 28 июня 2016    | 202         | 5.14                |
| 16      | 3          | «Точка столкновения» «Collision Point»  | Стивен А. Эделсон | Ребека Ф. Смит & Джей Фербер | 5 июля 2016     | 203         | 5.05                |
| 17      | 4          | «Стены Иерихона» «The Walls of Jericho» | Дэвид Соломон     | Мэттью Питтс & Мелисса Гленн | 12 июля 2016    | 204         | 4.46                |
| 18      | 5          | «Луна и звезда» «The Moon and the Star» | Норман Бакли      | Ник Паркер & Брайан Ох       | 19 июля 2016    | 205         | 4.11                |
| 19      | 6          | «Sex, Lies and Jellyfish»               | Неизвестно        | Неизвестно                   | 26 июля 2016    | 206         | 4.00                |
| 20      | 7          | «Jamie's Got a Gun»                     | Неизвестно        | Неизвестно                   | 2 августа 2016  | 207         | 4.43                |
| 21      | 8          | «Zero Sum»                              | Неизвестно        | Неизвестно                   | 9 августа 2016  | 208         | 3.60                |
| 22      | 9          | «Sins of the Father»                    | Неизвестно        | Неизвестно                   | 16 августа 2016 | 209         | 4.01                |

## Производство

### Разработка
2 октября 2015 года сериал был продлён на второй сезон, двухчасовая премьера которого состоялась 28 июня 2016 года.